# Северна Кореја на Светском првенству у атлетици на отвореном 2013.
Северна Кореја је учествовала на Светском првенству у атлетици на отвореном 2013. одржаном у Москви од 10. до 18. августа шести пут, односно учествовала је на СП 1983, 1999, 2003, 2005, 2009 и 2013. Репрезентацију Северне Кореје представљале су 4 такмичарке које су се такмичиле у једној дисциплини (Маратон).,
На овом првенству Северна Кореја није освојила ниједну медаљу нити је остварен неки резултат.

## Учесници
Жене:
- Kim Hye-Gyong — Маратон
- Kim Hye-Song — Маратон
- Sin Yong-Sun — Маратон
- Kim Mi-Gyong — Маратон

## Резултати

### Жене
| Атлетичарка   | Дисциплина | Лични рекорд | Квалификације      | Квалификације      | Полуфинале | Полуфинале | Финале   | Финале      | Детаљи |
| Атлетичарка   | Дисциплина | Лични рекорд | Резултат           | Место              | Резултат   | Место      | Резултат | Место       | Детаљи |
| ------------- | ---------- | ------------ | ------------------ | ------------------ | ---------- | ---------- | -------- | ----------- | ------ |
| Kim Hye-Gyong | Маратон    | 2:28:32      |                    |                    |            |            | 2:35:49  | 8 / 46 (72) |        |
| Kim Hye-Song  | Маратон    | 2:34:46      | 2:38:28            | 14 / 46 (72)       |            |            |          |             |        |
| Sin Yong-Sun  | Маратон    | 2:33:51      | 2:39:22            | 17 / 46 (72)       |            |            |          |             |        |
| Kim Mi-Gyong  | Маратон    | 2:26:32      | није завршила трку | није завршила трку |            |            |          |             |        |